# جيلما سانتوس
جالما بيريرا دياش دوس سانتوس (بالبرتغالية: Djalma Pereira Dias dos Santos‏) المعروف بجليما سانتوس (بالبرتغالية: Djalma Santos‏) ، من مواليد 27 فبراير 1929 في ساو باولو، وهو لاعب كرة قدم برازيلي، لعب مع منتخب البرازيل لكرة القدم في أربع كؤوس عالم، وفاز في إثنين (1958 و 1962)، ويعتبر سانتوس أفضل الأظهرة في تاريخ البرازيل، ويمتاز بقدرته الدفاعية الكبيرة ومساندته للهجوم.
و قد كان هو أول لاعب برازيلي يلعب أكثر من 100 مباراة دولية، وقد لعب في كأس العالم لكرة القدم 1954 وكأس العالم لكرة القدم 1958 وكأس العالم لكرة القدم 1962 وكأس العالم لكرة القدم 1966، وفي عام 1966 كان عمره 37 سنة، وقد ساعد سانتوس على صنع هدف في نهائي كأس العالم لكرة القدم 1962، وقد اختاره بيليه ضمن قائمة أفضل 125 لاعب حي في مارس 2004.
توفي في 23 يوليو 2013 عن عمر ناهز 84 عاماً في مدينة أوبرابا بسبب مرض ذات الرئة.

## روابط خارجية
- جيلما سانتوس على موقع الاتحاد الدولي (مؤرشف)  (الإنجليزية)
- جيلما سانتوس على موقع قاعدة بيانات كرة القدم.إي يو (الإنجليزية)
- جيلما سانتوس على موقع ليكيب (الفرنسية)
- جيلما سانتوس على موقع ناشيونال فوتبول تيمز (الإنجليزية)